# Tom McKay
Tom McKay, född 28 juli 1900, död 3 april 1978, var en friidrottare från Kanada. Han deltog vid olympiska sommarspelen 1924.